# Popa (udde)
Popa är en udde i Antarktis. Den ligger i Västantarktis. Argentina, Chile och Storbritannien gör anspråk på området.
Terrängen inåt land är kuperad åt nordväst, men åt sydost är den bergig. Havet är nära Popa åt nordväst. Trakten är glest befolkad. Närmaste befolkade plats är Gonzalez Videla Station, 6,8 kilometer norr om Popa. 